# Museo archeologico nazionale di Campli
Il Museo archeologico nazionale di Campli è stato allestito per ospitare i reperti della vicina necropoli di Campovalano.
Dal dicembre 2014 il Ministero per i beni e le attività culturali lo gestisce tramite il Polo museale dell'Abruzzo, nel dicembre 2019 divenuto Direzione regionale Musei.

## Storia
Il museo è stato inaugurato nel mese di Giugno 1988 ed occupa quattro sale del convento di San Francesco a Campli. I reperti provengono dalla necropoli di Campovalano dove sono state rinvenute in circa quaranta anni di ricerche, 610 sepolture dell'età del ferro e della Romanizzazione dal IX al III secolo a.C.

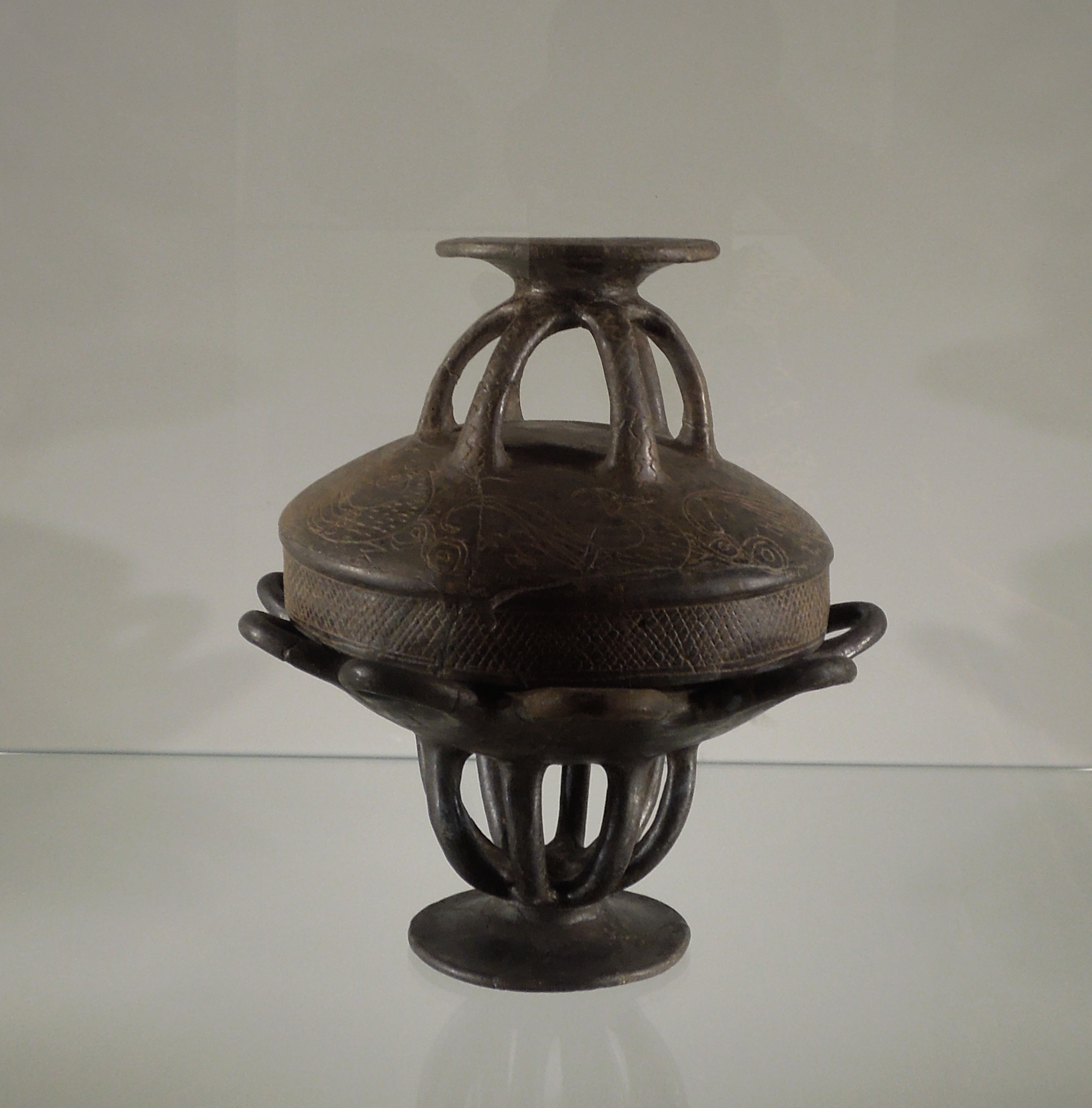
Pisside a corolla con coperchio proveniente dalla tomba n. 100.
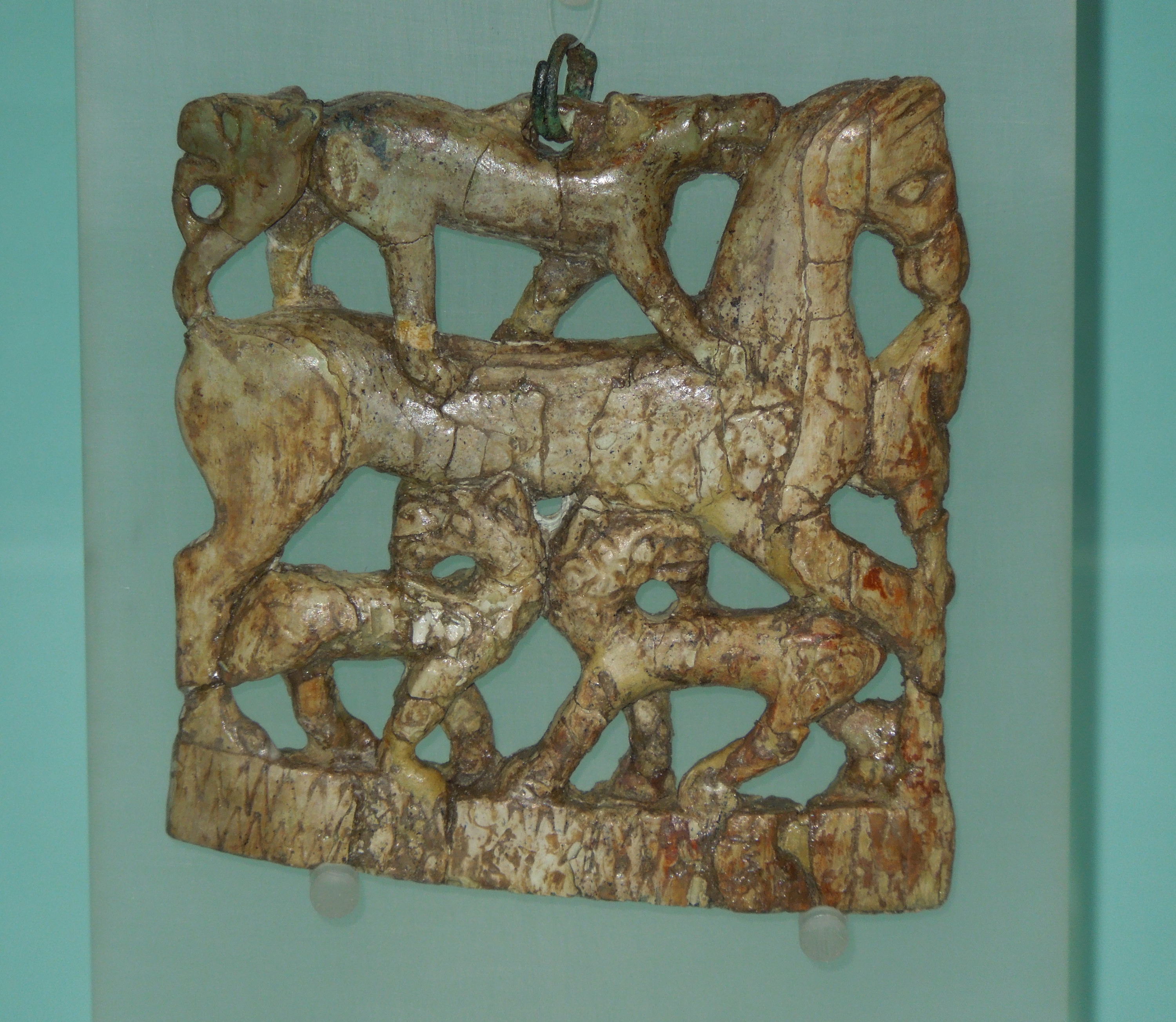
Placca quadrangolare in avorio con figure zoomorfe proveniente dalla tomba n. 127.
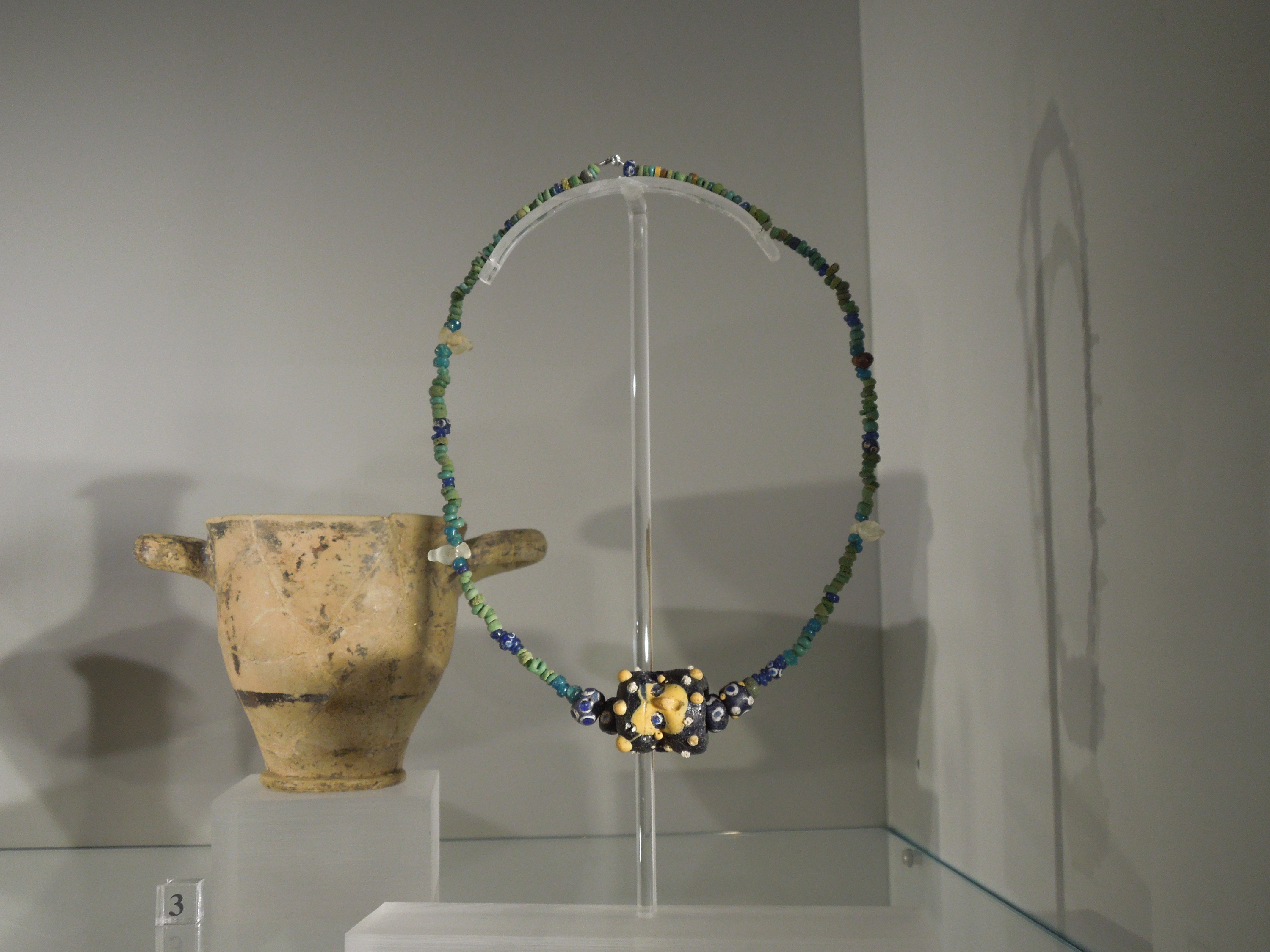
Collana in pasta vitrea.
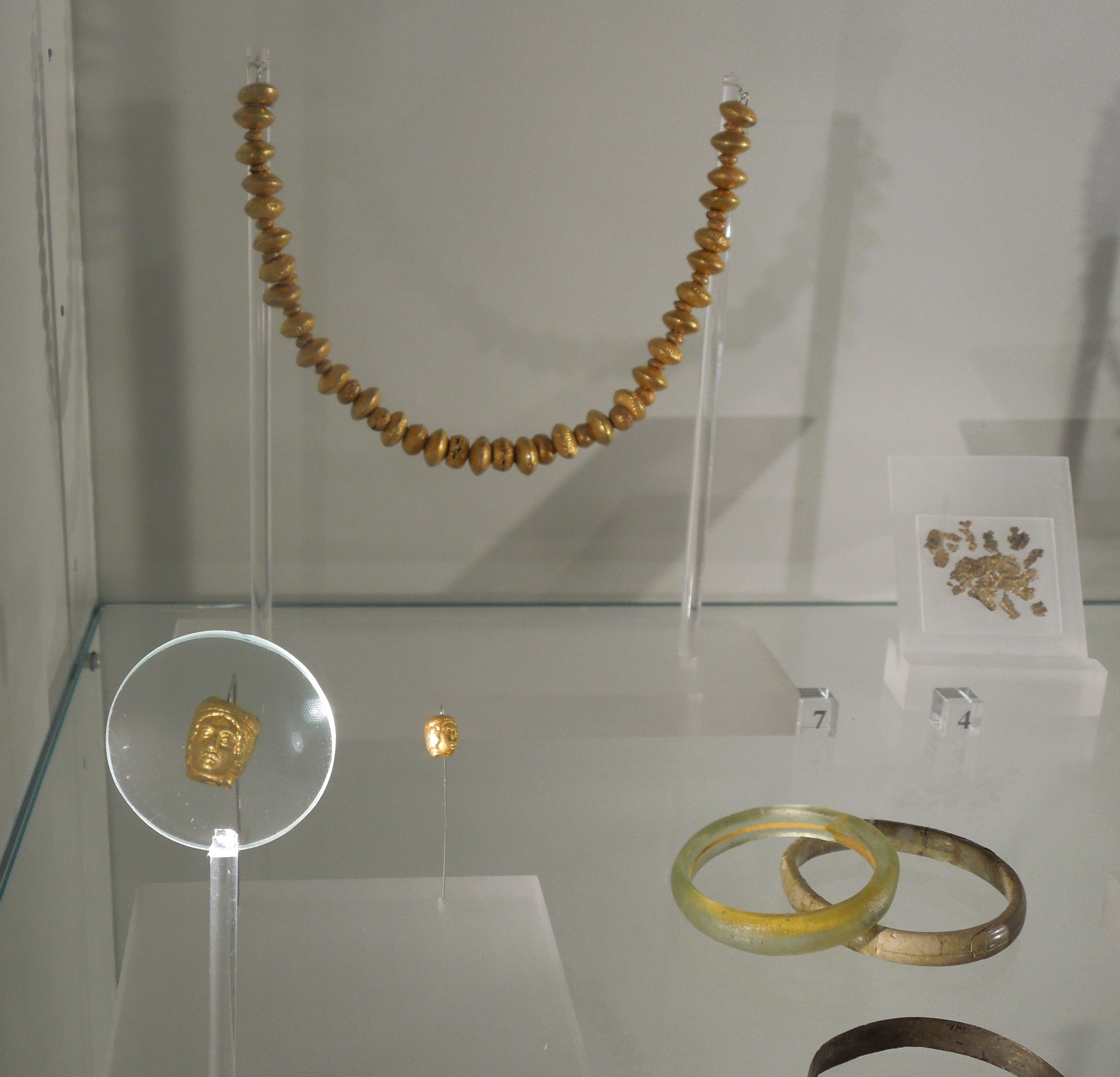
Collana con grani in oro.

## Collezioni
Il percorso espositivo si articola in tre sale principali che ospitano più di 30 teche e vetrine contenenti oggetti appartenuti ai corredi funerari delle sepolture. Vi è anche un percorso didattico che mostra l'evoluzione del rito funerario.
Sono mostrati i monumenti funerari più antichi costituiti da grandi tumuli con circoli di pietre e con corredi che comprendevano con armi, vasellame di bronzo ed anche carri da guerra o da parata per le sepolture maschili, mentre riguardavano fibule di bronzo e gioielli in ambra e pasta vitrea per le sepolture femminili. Progressivamente, poi, si assiste ad un impoverimento dei corredi passando alla cultura classica-romana.

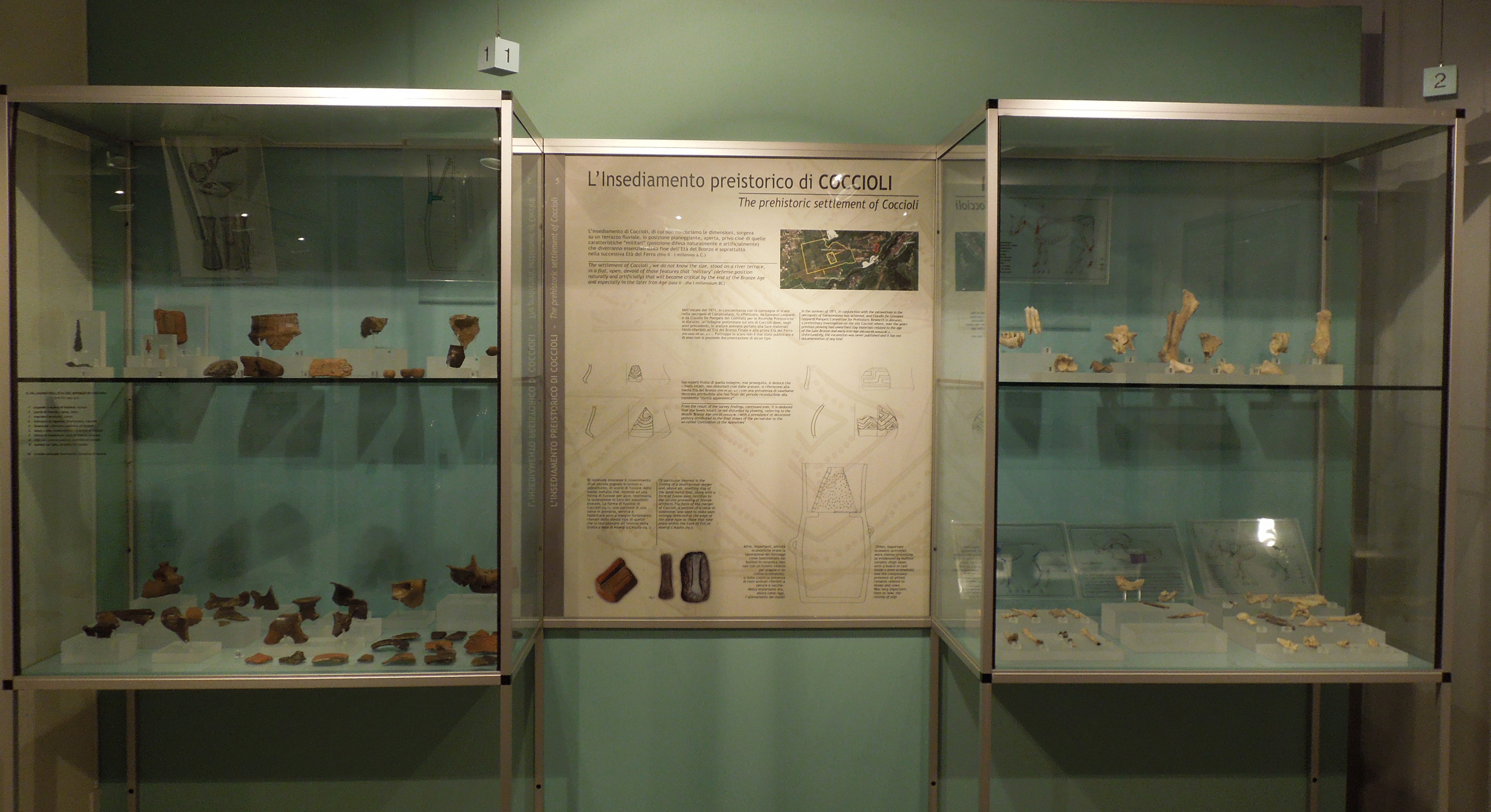
Reperti preistorici.
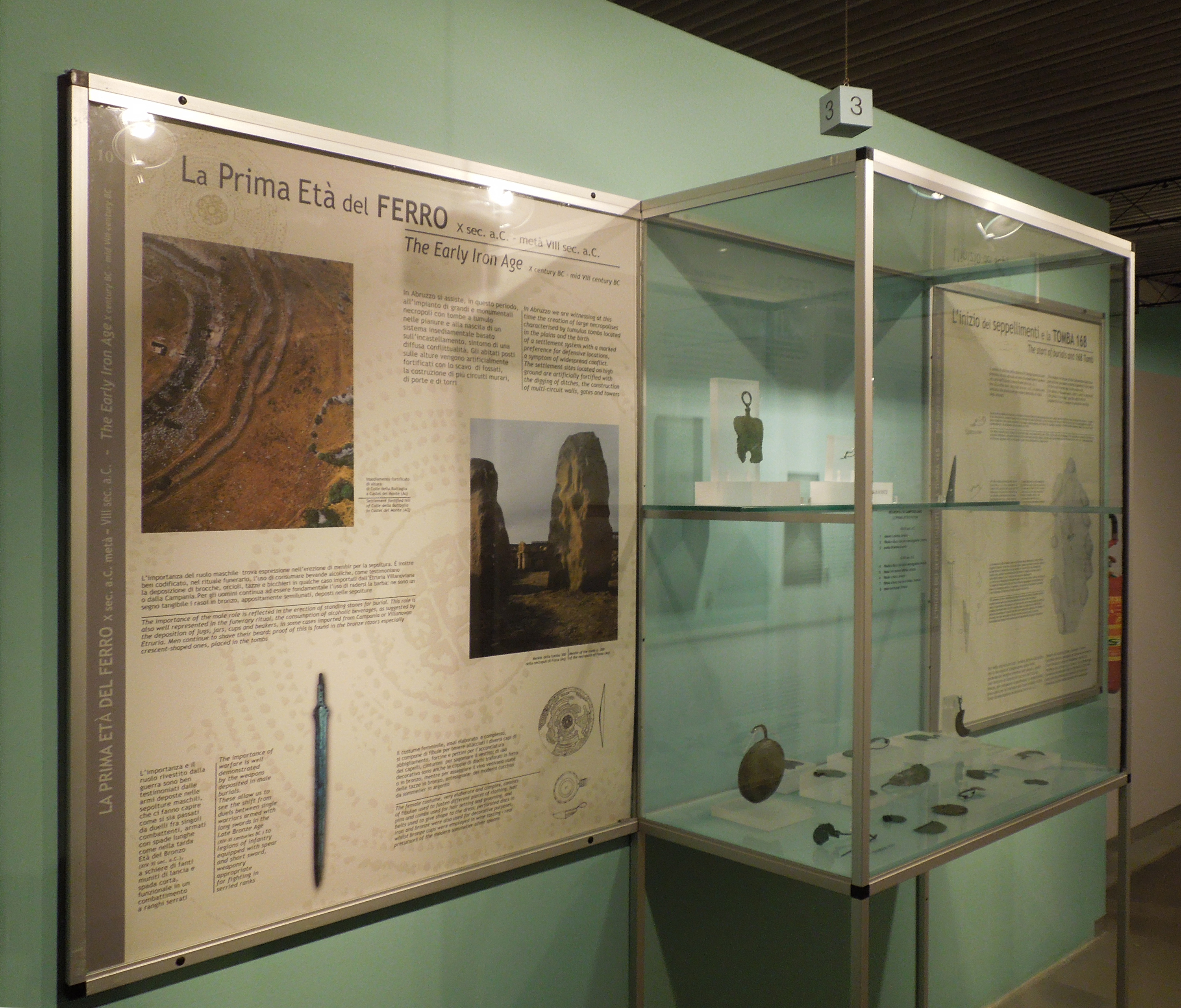
Reperti della prima Età del ferro.
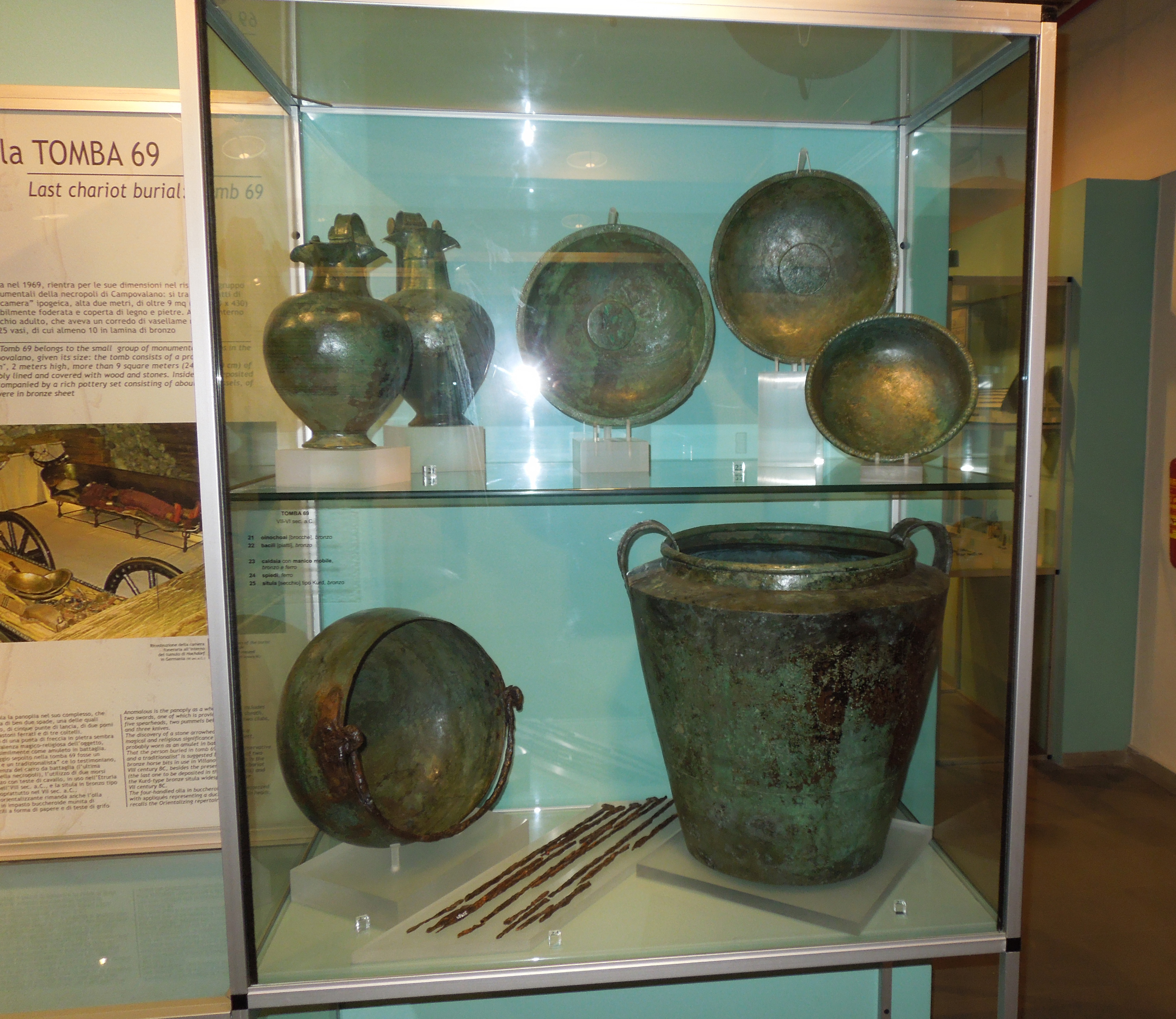
Reperti provenienti dalla tomba n. 69.
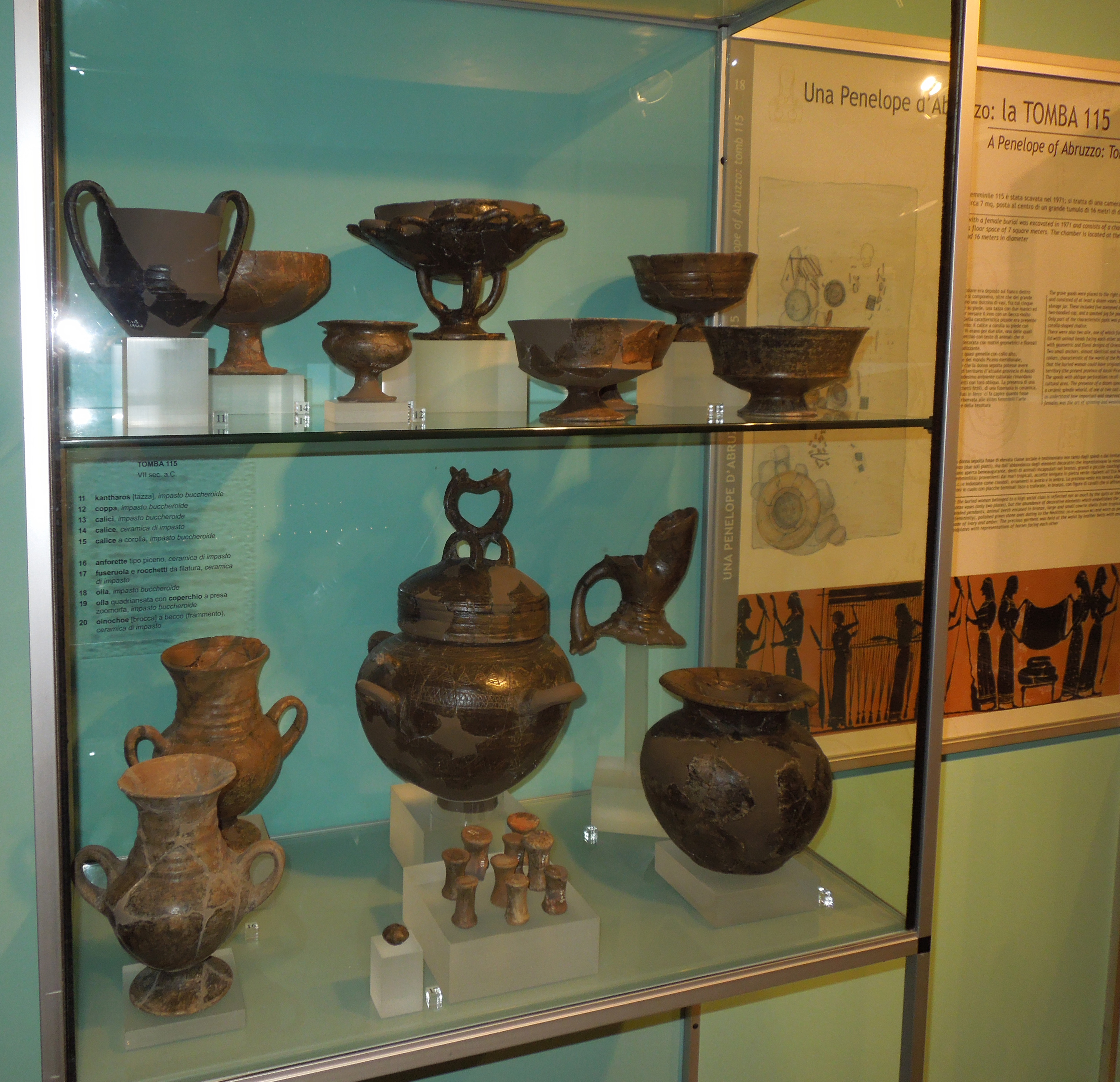
Reperti rinvenuti nella tomba n. 115.
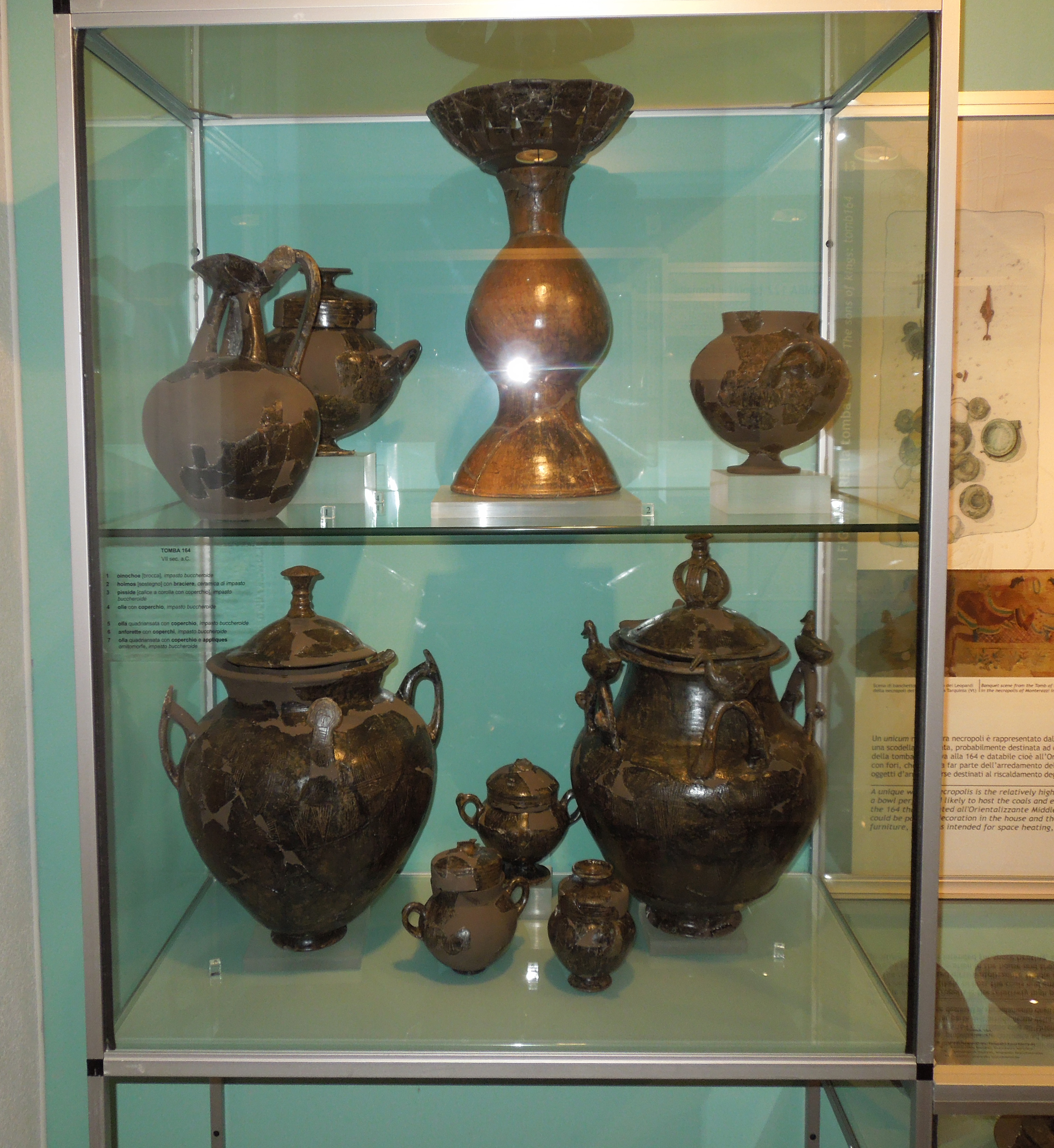
Corredo funerario della tomba n. 164.
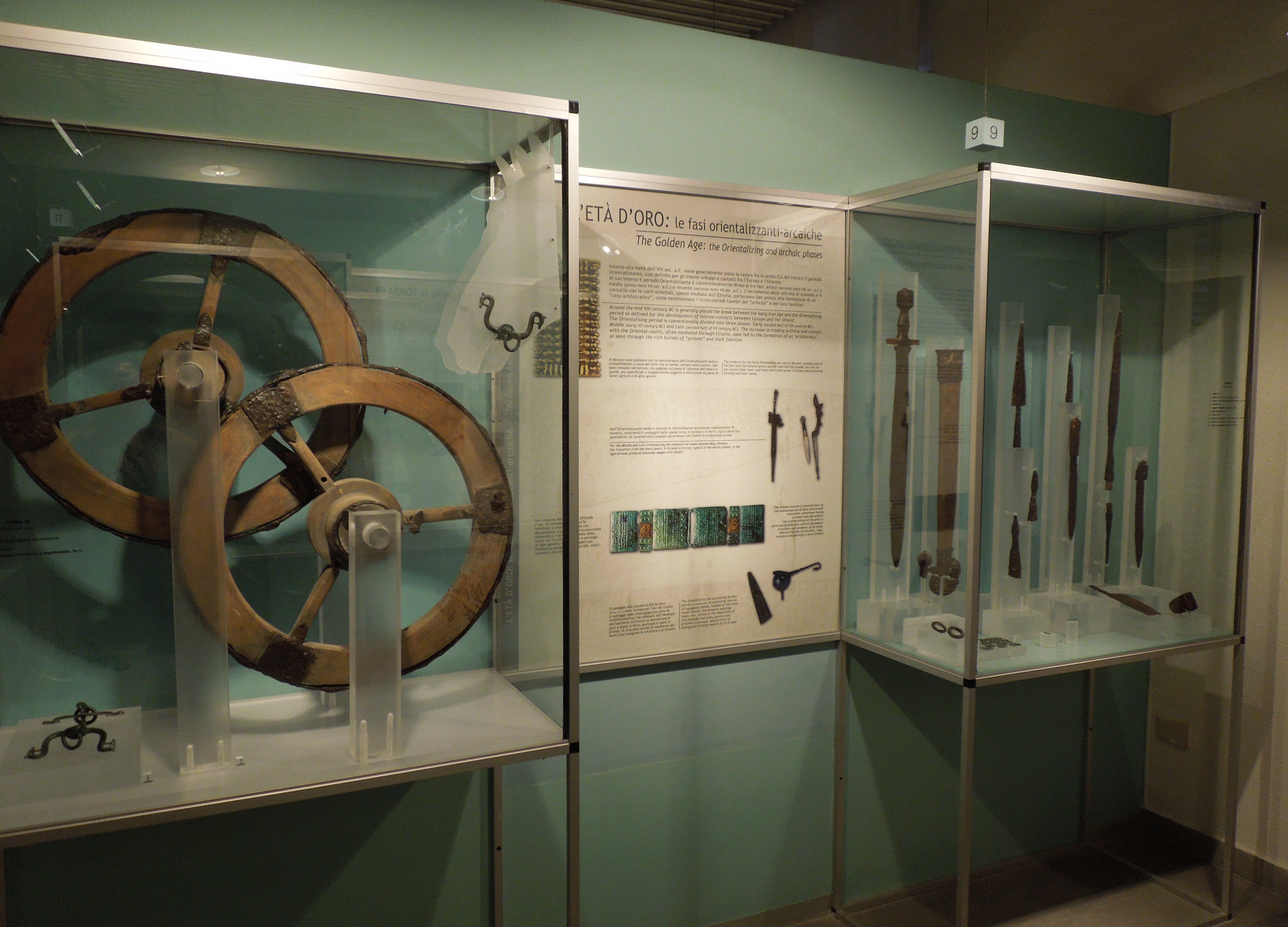
Reperti delle fasi orientalizzanti-arcaiche.